# Diabetes Zentrum Mergentheim

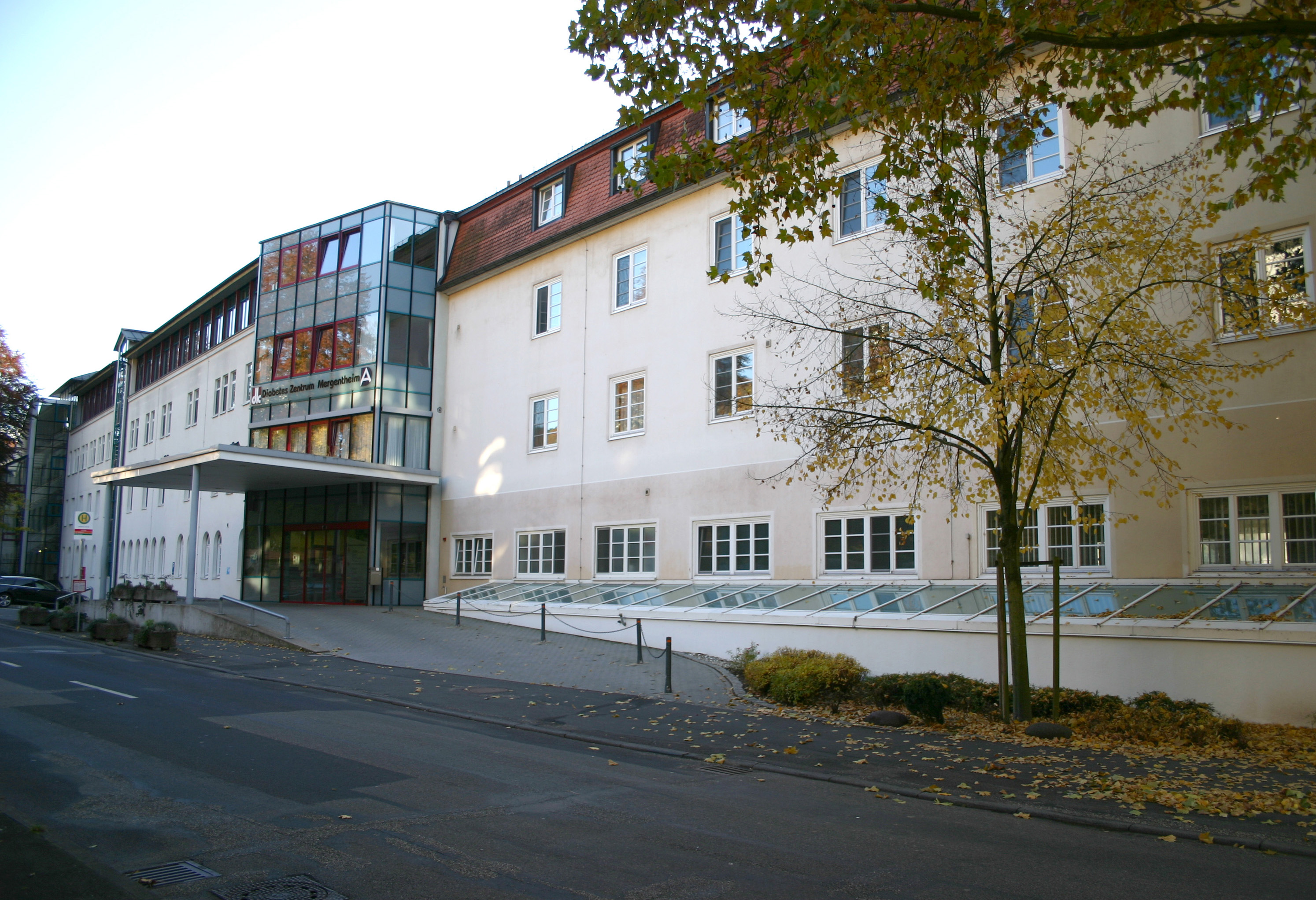
Haupteingang des Diabeteszentrums

Das Diabetes Zentrum Mergentheim ist ein Behandlungszentrum für Menschen mit Diabetes mellitus in Bad Mergentheim. Zum Zentrum zählen die Diabetes-Klinik, Diabetes-Akademie, FIDAM, Diabetes-Praxis, ConDiaZ, InsulinJA e. V. und iDiaZ GmbH.

## Geschichte
Am 1. Januar 1983 erfolgte die Gründung der Diabetes Klinik Bad Mergentheim in privater Trägerschaft.

## Struktur

### Diabetes-Klinik
Die Diabetes-Klinik stellt als Akutkrankenhaus den Auftrag des Landes Baden-Württemberg sicher, Menschen mit Diabetes mellitus stationär zu versorgen. Alle 155 Betten sind im Landeskrankenhausplan aufgenommen. Das Fachkrankenhaus behandelt jährlich rund 4.000 Menschen mit Diabetes mellitus (2017: 4112 stationäre Patienten), die einer stationären Behandlung bedürfen, sofern die ambulanten Therapieversuche ausgeschöpft sind. Hierzu gehören Patienten mit einem komplizierten diabetischen Fußsyndrom und komplexen Begleit- und Folgeerkrankungen. Ein weiterer Schwerpunkt ist die Behandlung von Motivations- und Akzeptanzstörungen sowie die Behandlung des Diabetes in Verbindung mit psychosozialen Belastungen. Ergänzt wird das therapeutische Angebot mit der Insulinpumpentherapie. Rund 400 Kinder und Jugendliche mit Diabetes mellitus werden jährlich behandelt. Bei allen Disease-Management-Programmen stellt die Diabetes-Klinik die dritte Versorgungsebene nach hausärztlicher Grundversorgung und fachärztlicher Schwerpunktversorgung dar.

### Diabetes-Akademie
Die am 15. März 1983 gegründete Diabetes-Akademie Bad Mergentheim e. V. ist ein gemeinnütziger Förderverein für Diabetes in Sachen Wissenschaft, Fortbildung (Ärzte und weitere Berufsgruppen) und Patienteninformation. Sie hat 1940 Mitglieder (Stand 2017). Jedes Jahr werden an der Akademie rund 3500 Menschen weitergebildet, und es finden rund 40 Informationsveranstaltungen statt. Weitere Veranstaltungen werden durch Lehrkräfte der Akademie bundesweit durchgeführt. In Kooperation mit der Diabetes-Gesellschaft (DDG) ist die Diabetes-Akademie Bad Mergentheim anerkannte Weiterbildungsstätte für Diabetesberater nach den Richtlinien der DDG sowie Ausbildungsstelle für Fußpfleger DDG. In Kooperation mit der Diabetes-Klinik können Ärzte sich zum Diabetologen nach Richtlinien der DDG weiterbilden lassen bzw. Psychologen die Zusatzbezeichnung Fachpsychologe DDG erwerben.

### FIDAM GmbH
Die FIDAM GmbH – Forschungsinstitut Diabetes – wurde im November 2006 gegründet. Hauptinhalte ihrer Unternehmenstätigkeit sind die Durchführung klinischer Studien sowie Forschung und Beratung auf dem Gebiet der Diabetesbehandlung. Die Entwicklung und Überprüfung von modernen Schulungs- und Behandlungsprogrammen für Menschen mit einer Diabeteserkrankung, Fortbildung von Schulungspersonal, die Evaluation neuer Technologien und die Erfassung von patient reported outcomes sind die Schwerpunkte des Unternehmens.

### InsulinJA e. V.
InsulinJA e. V. ist ein gemeinnütziger Verein für junge Menschen mit Diabetes mellitus. Zweck des Vereins ist die unmittelbare Förderung von jungen Menschen mit Diabetes mellitus und anderen chronischen Krankheiten sowie deren Angehörigen und weiteren Betroffenen. Durch Spenden werden Maßnahmen unterstützt, die eine optimale Diabetesversorgung von Kindern und Jugendlichen ermöglichen.

### iDiaZ GmbH
Die iDiaZ GmbH ist IT-Dienstleister für das Gesundheitswesen und wurde Dezember 2016 gegründet.